# Anastasia Petrychak
Anastasiya Petrychak (en ukrainien : Анастасія Петришак , née à Ivano-Frankivsk le 12 avril 1994) est une violoniste ukrainienne.

## Biographie

### Éducation musicale
Anastasia Petrychak est initiée à la musique  à l'âge de 5 ans par des études de piano puis de violon. Elle commence à se produire  en tant que soliste dans différents concours. À l'âge de 10 ans sa famille s'installe en Italie pour qu’elle poursuive ses études de violon. À 15 ans, elle est admise à l'Académie Internationale Walter Stauffer de Crémone, pour une spécialisation en violon, puis à l'Accademia Musicale Chigiana de Sienne, où elle est formée par Salvatore Accardo.
À 17 ans, elle est diplômée avec distinction du Conservatoire Arrigo Boito de Parme. Elle obtient  un diplôme de spécialisation en violon de l'Académie internationale de Piano "Incontri col Maestro" d'Imola. Début 2015, elle complète sa  spécialisation  à l'Institut musical Claudio Monteverdi de Crémone avec Laura Gorna,.[pourquoi ?]. En 2017, elle  perfectionne sa technique  auprès du professeur Rudolf Koelman, à l'Université des Arts de Zurich.

### Carrière
Anastasia Petrychak fait ses debuts de soliste en Italie à l'âge de 15 ans, en interprétant le Concerto pour violon n°1 de Paganini avec l'Orchestre philharmonique « Arturo Toscanini » de Parme, puis le Concerto pour violon de Tchaïkovski à l'Auditorium Paganini qui l'amène à se produire dans de grands théâtres. En 2012, elle  remporte le concours des « Meilleurs diplômés des conservatoires et instituts musicaux d'Italie, 2011 »,, et en 2014, elle figure parmi les meilleurs étudiants des instituts d'enseignement musical d'Italie.
Depuis l'âge de 15 ans, elle collabore avec Andrea Bocelli, qui l'invite comme soliste lors de concerts en Italie et à l'étranger,,.
Anastasia Petrychak propose sa musique lors d'événements caritatifs à la suite du tremblement de terre en Haïti, ou contribue à la nouvelle USI de chirurgie cardiaque à l'hôpital Bambino Gesù,. En 2015, elle est retenue pour le projet conçu par le pape François et le Conseil pontifical pour la famille, intitulé « Le Grand Mystère ». Elle se consacre à des initiatives comme le spectacle « La Question de Mozart », la Journée internationale de commémoration de l'Holocauste, ou en se produisant lors de concerts avec le « Violon de l'Espoir ».
En 2016, elle joue le violon « Il Cannone » de Paganini (Guarneri del Gesù, 1743) au Teatro Carlo Felice de Gênes avec orchestre pour honorer le 234e anniversaire de sa naissance.
En 2018, elle sort un premier CD, avec le label Sony Classical, intitulé « Amato Bene », puis en 2022, elle son deuxième CD « Angelo Terribile », toujours chez Sony, centré sur les chefs-d'œuvre français de la première moitié du XXe siècle.
Le 15 juin 2024 elle accompagne Andrea Bocelli dans Nessun dorma de Puccini, lors du Sommet du G7 à Borgo Egnazia.

### Instruments
Anastasia Petrychak collabore avec la « Fondation Stradivari » et le « Musée du Violon » de Crémone, se produisant avec les instruments de la collection, réalisés entre-autres par Stradivari, Antonio Amati, Guarneri del Gesù. Elle travaille également avec le laboratoire d'acoustique musicale de l'Université Polytechnique de Milan, et le laboratoire de diagnostic de l'Université de Pavie. Ces collaborations lui ont permis, dès son plus jeune âge, de se spécialiser dans l'utilisation des instruments antiques crémonais de Stradivari, Amati, Guarneri del Gesù.